# Blitzkreuz
Blitzkreuz ist das vierte Studioalbum der deutschen Metalcore-Band Callejon. Es erschien am 16. Juni 2012 über Four Music. Das Album umfasst elf Lieder sowie mit Klangfarbe schwarz einen Hidden Track.
Blitzkreuz stieg in Deutschland auf Platz 9 und in Österreich auf den 32. Platz ein. Als Gastmusiker wirkten Nico Seyfrid von K.I.Z, Mille Petrozza von Kreator und Sebastian Madsen im Stück Porn from Spain II mit.
Produziert wurde das Album von Colin Richardson, das Mastering übernahm Grammy-Gewinner Ted Jensen.

## Titelliste
| #   | Titel                                                              | Länge |
| --- | ------------------------------------------------------------------ | ----- |
| 1.  | Blitzkreuz                                                         | 3:52  |
| 2.  | Kojote U.G.L.Y.                                                    | 3:23  |
| 3.  | Meine Liebe                                                        | 3:37  |
| 4.  | Atlantis                                                           | 5:11  |
| 5.  | Vergissmeinnicht                                                   | 3:42  |
| 6.  | Porn from Spain II (feat. Nico, Mille Petrozza & Sebastian Madsen) | 3:42  |
| 7.  | Bevor Du gehst                                                     | 3:57  |
| 8.  | Polar                                                              | 4:11  |
| 9.  | Was bleibt seid ihr                                                | 3:41  |
| 10. | Bring mich fort                                                    | 3:37  |
| 11. | Kind im Nebel                                                      | 4:28  |
| 12. | Klangfarbe schwarz (Hidden Track)                                  | 7:18  |

## Tourneen und Promotion
Zwischen dem 24. Oktober und dem 10. November 2012 spielte die Gruppe zwölf Konzerte, wovon elf in Deutschland und eines in Österreich ausgetragen wurden. Die Konzertreise wurde von der Post-Hardcore-Band Eskimo Callboy und dem Elektro-Projekt des K.I.Z-Rappers Nico Seyfrid, WassBass, begleitet. Die komplette Blitzkreuz-Tour war ausverkauft. Der Tourabschluss am 10. November 2012 in der Live Music Hall in Köln geriet national in den Schlagzeilen, nachdem Deckenteile ins Publikum fielen und elf Personen verletzt wurden. Die Musiker verhinderten eine Massenpanik. Auch Tage nach dem abgebrochenen Konzert blieb die Lage angespannt. Die Kriminalpolizei ermittelte zeitweise aufgrund des Verdachtes von Vandalismus und mehrfacher gefährlicher Körperverletzung. Das Konzert wurde später im E-Werk nachgeholt.
Am 1. März 2013 war die Band in der Sendung On Tape auf ZDFkultur zu sehen. Dort wurde ein Konzert, das die Gruppe am Vortag gegeben hatte, in voller Länge ausgestrahlt. Einen Auftritt bei Circus HalliGalli hatte die Gruppe am 25. März des gleichen Jahres. Es folgten Auftritte auf dem With Full Force und dem Wacken Open Air. Zusammen mit der japanischen Band Coldrain und den Briten von While She Sleeps war Callejon im Februar des Jahres 2014 im Vorprogramm für Bullet for My Valentine auf deren Europatournee zu sehen. Es war die erste Europakonzertreise der Gruppe überhaupt. Diese führte Callejon durch Deutschland, Luxemburg, Frankreich, Italien, Österreich, durch die Niederlande und der Schweiz, durch Tschechien und Polen.

## Rezeption

### Rezensionen
Michael Edele vom Online-Musikmagazin Laut.de beschreibt, dass sich die Band bei Stücken wie Kojote U.G.L.Y. und vor allem auf Meine Liebe auf den Spuren der schwedischen Melodic-Death-Metal-Band Sonic Syndicate befinde, ohne jedoch eigene Spuren hinterlassen zu können. In Porn from Spain II zeige die Gruppe, wo ihre musikalischen Wurzeln stecken. Um die verbalen Rundumschläge passend zur Geltung kommen zu lassen, habe die Gruppe in Nico Seyfrid, Mille Petrozza und Sebastian Madsen drei größere Musiker ins Boot geholt. Textlich sei die Gruppe zahmer geworden, was der Kritiker im Wechsel von Nuclear Blast zu einem Majorlabel ausmacht. Allerdings, so Edele, befinden sich auch lesenswert interessante Texte im Album. Das letzte Stück Kind im Nebel bezeichnete er als „Emo-Schmonzette“. Edele gab dem Album 3 von 5 Punkten.
Florian Krapp vom deutschen Metal Hammer beschrieb, dass der Wechsel zu einem Major keineswegs zu einem kompletten Stilumbruch geführt habe und mit einer dickeren Produktion ihren Musikstil weiter verfeinern konnten. Im titelgebenden Stück Blitzkreuz werden sogar vorangegangene Alben wie Willkommen im Beerdigungscafé zitiert. Krapp schreibt, dass die Gruppe mit diesem Album „ganz großes Tennis“ abliefere. Er vergab eine Wertung von 6 bei 7 möglichen Punkten. Fabian Just vom Portal Metal.de schrieb, dass die Band trotz Ohrwurm-lastige Hits, „genug Metal und Eier inne habe, um die Moshpits in der Republik zum Kochen zu bringen.“ Fabian Just vergab insgesamt acht Punkte. Peter Kubaschk von Powermetal.de ist der Meinung, dass die Lieder abwechslungsreich, von knüppelhart bis balladesk, herüberkommen. Die Lieder seien für die Bühne konzipiert und würden dort auch super ankommen, allerdings sieht der Kritiker in dem Vorgänger Videodrom das bessere Album der Band. Dennoch erhielt das Album eine Wertung von sieben Punkten.

### Auszeichnungen
- Metal Hammer Awards
  - 2013: Metal Anthem für Porn from Spain II (gewonnen)

## Kommerzieller Erfolg
Blitzkreuz stieg in den deutschen Albumcharts auf Platz 9 ein, was die erste Top-Ten-Platzierung und die erst zweite Chartnotierung der Band in Deutschland überhaupt darstellt. Das Album blieb zwei Wochen in den Charts vertreten. Zudem schaffte das Album den Einstieg auf Platz 32 in den Albumcharts in Österreich, was gleichzeitig die erste internationale Chartnotierung der Band ist. Dort hielt sich Blitzkreuz eine Woche lang.
| ChartsChartplatzierungen | Höchstplatzierung | Wochen |
| ------------------------ | ----------------- | ------ |
| Deutschland (GfK)        | 9 (2 Wo.)         | 2      |
| Österreich (Ö3)          | 32 (1 Wo.)        | 1      |